# Texara shenwuana
Texara shenwuana är en tvåvingeart som beskrevs av Yang 1999. Texara shenwuana ingår i släktet Texara och familjen barkflugor. Inga underarter finns listade i Catalogue of Life.